# Социальная психология как наука
«Социальная психология как наука» — монография Б. Д. Парыгина. Первая монография по социальной психологии, написанная и изданная в СССР.

## История создания
В 1958-1959 годах в серии статей и выступлений Парыгин заявляет о важности вычленения социальной психологии как самостоятельной научной области. По его словам, необходимо развернуть изучение общественного поведения различных слоёв в его развитии, в его обусловленности социальной средой. В этой связи возникает потребность в исследовании ряда этических проблем на основе социальной психологии, а именно: о путях превращения различных элементов общественной психологии в нравственные нормы, о соотношении общественной психологии различных классов и слоёв общества в их нравственности и ряде других.
Ставшая теперь библиографической редкостью книга вышла первым изданием осенью (подписано в печать 4 октября) 1965 года тиражом 3400 экземпляров в издательстве Ленинградского государственного университета. Почти одновременно, в том же 1965 году тиражом 5600 экз. была опубликована брошюра Парыгина "Что такое социальная психология?"  Спустя два года, в 1967 году, после авторских уточнений и дополнений монография "Социальная психология как наука" была переиздана Лениздатом тиражом 15000 экз.
На сегодня известны переводы книги на чешский, болгарский, испанский и португальский языки и переиздания, сделанные в Чехословакии (Прага, 1968), Болгарии (София, 1968), Уругвае (Монтевидео, 1967, Гавана, 1974) и в Бразилии (Рио-де-Жанейро, 1972).
Выходу монографии предшествовала публикация ряда статей Б. Д. Парыгина.
В этих материалах было предложено авторское видение места и роли социальной психологии в системе гуманитарных и естественных наук, её предмета и специфики в отличие от социологии и общей психологии, особенностей и структурной характеристики её главных проявлений. Публикации имели заметный резонанс. Вызвав значительный дискуссионный интерес в профессиональных кругах разных стран, стимулировав публикацию обзорных и полемических статей в профильных журналах.
...В 1959 г. ленинградские ученые (Б. Г. Ананьев, А. Г. Ковалёв, В. Н. Мясищев и Б. Д. Парыгин) выступили с критикой отрицания права отечественной социальной психологии на существование и развитие как науки. В статьях А. Г. Ковалёва и Б. Д. Парыгина, опубликованных в «Вестнике ЛГУ» за 1959 г., аргументировалась необоснованность отказа в праве советской социальной психологии на разработку на том основании, что одноименная зарубежная наука носит якобы антинаучный и апологетический характер. Отвергался и тезис о несовместимости социальной психологии с марксизмом, обосновывалась продуктивность ее развития на этой основе. Дискуссия о предмете социальной психологии, развернувшаяся в начале 60-х гг. в журнале «Вопросы психологии», привлекла еще большее внимание научной общественности к этим проблемам. А в 1963 г. вопросам социальной психологии была посвящена секция на II съезде Общества психологов СССР, проходившем в г. Ленинграде. 
В 1967 году на основе опубликованных книг Б. Д. Парыгин, на заседании ученого совета философского факультета ЛГУ, защитил первую в СССР докторскую диссертацию по проблемам социальной психологии. Оппонентами на защите выступили выдающиеся ученые, профессора: доктор психологических наук Б. Г. Ананьев, доктор исторических наук Б. Ф. Поршнев и доктор философских наук В. П. Тугаринов.
В числе предшественников, оказавших влияние на формирование области профессиональных интересов и мировоззрения Парыгина, сам он наиболее часто называл следующие имена: Гордон Олпорт, Гюстав Лебон, Карл Маркс, Фридрих Энгельс, Георгий Плеханов, Джекоб Морено, Зигмунд Фрейд, Артур Шопенгауэр, Николай Гартман, Георгий Гурвич, Толкотт Парсонс, Эрих Фромм, Пол Баран.

## Основные идеи

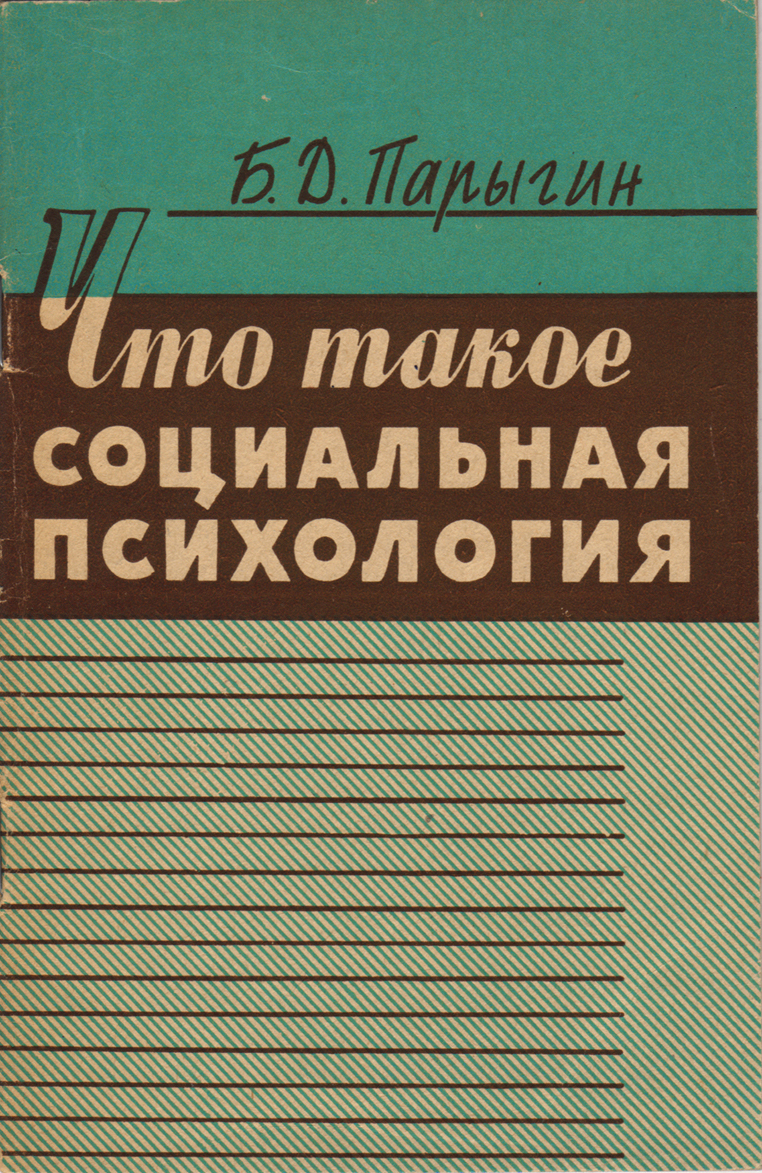
Что такое социальная психология. 1965.

В этой книге впервые в мировой научной литературе была представлена и всесторонне аргументирована разработанная автором теория социальной психологии как самодостаточной системы научного знания — её методологии, предмета и области практического применения, структуры, функций и статуса в контексте гуманитарных и естественнонаучных дисциплин.
Свое представление о предмете социальной психологии, как самостоятельной области научного знания Парыгин формулирует так:
...основное содержание предмета социальной психологии составляет <...> весь комплекс проблем, связанных с изучением психологических особенностей социальных групп. А именно: проявления всех компонентов индивидуальной психологии — потребностей, интересов, воли, чувств, настроений, убеждений, привычек, увлечений и т. д. <...> формы психической общности и структурно-психологические особенности различных социальных групп; способы общения и социально-психологического взаимодействия индивидов внутри группы и групп между собой; механизм мотивации поведения индивида в группе и в совокупной деятельности членов различных групп; психологический механизм отражения социальной среды и ее воздействий членами различных социальных групп и массой людей; закономерности группового и коллективного поведения; законы динамики и формирования общественной психологии различных социальных групп и классов общества.
Наряду с предметом, следунет различать область социально-психологического исследования, т. е. всю социальную структуру общества, всю систему общественных отношений - экономических, политических, семейно-бытовых, национальных и др. Совершенно очевидно, что изучение психологии личности и особенностей группового, коллективного и массового поведения и общения может и должно рассматриваться во всех этих областях социальной практики. 

## Значение

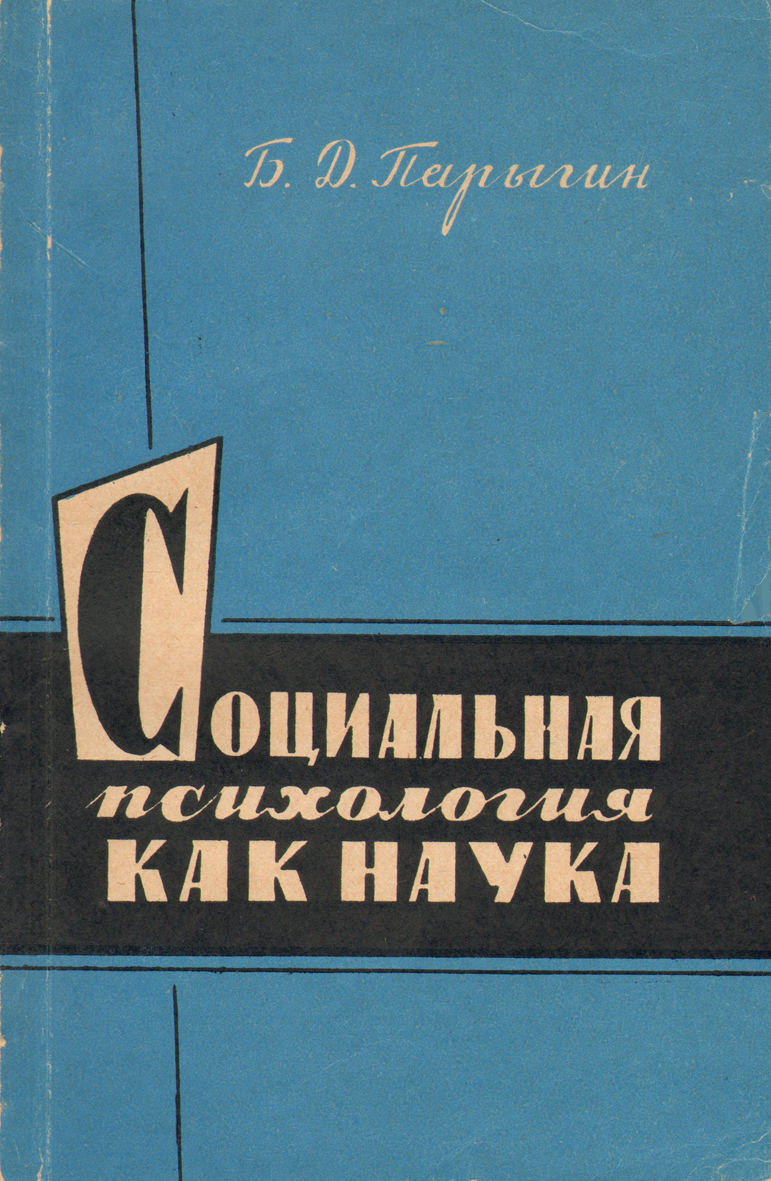
Социальная психология как наука. 1-е издание. 1965.

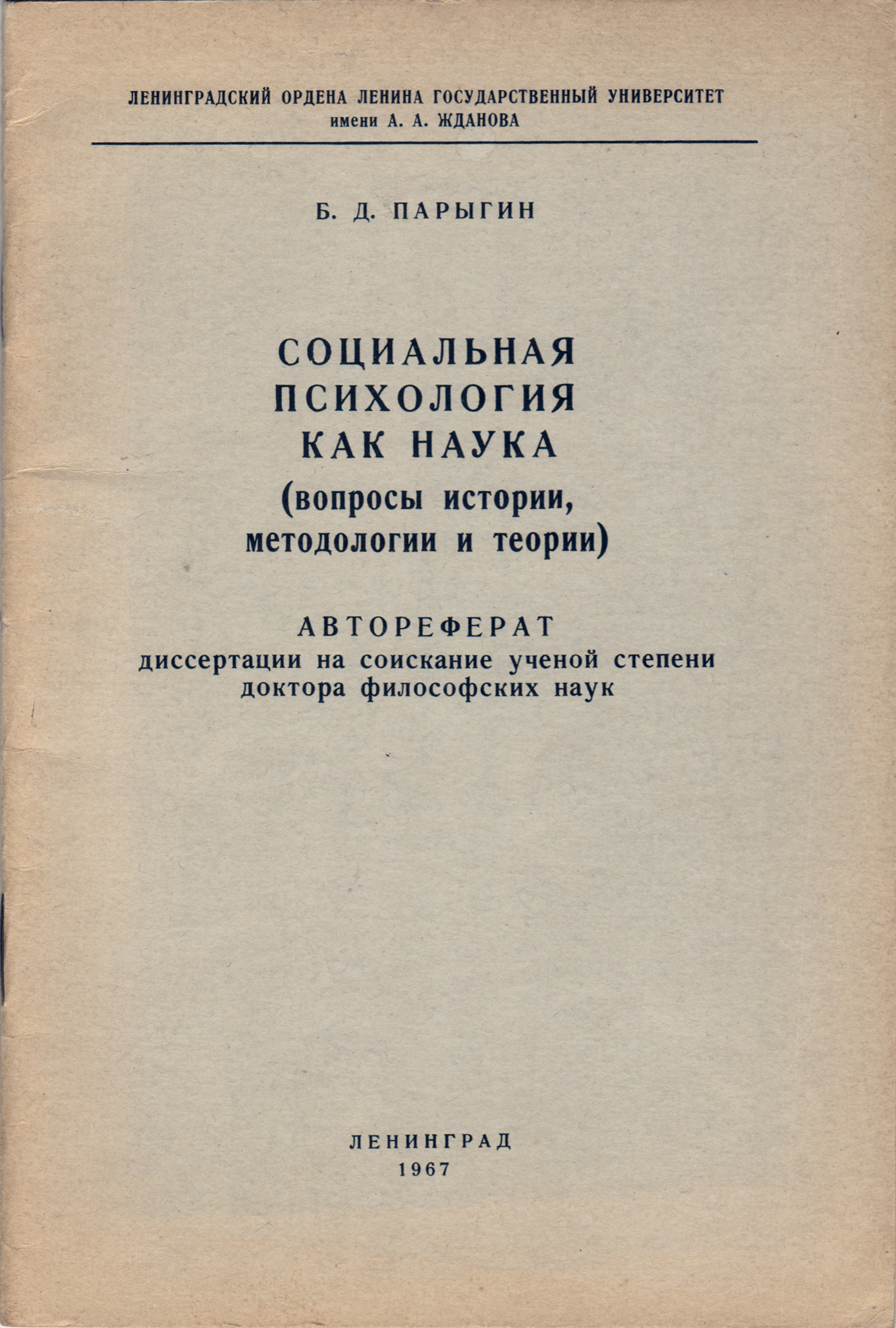
Социальная психология как наука. Автореферат диссертации. 1967.

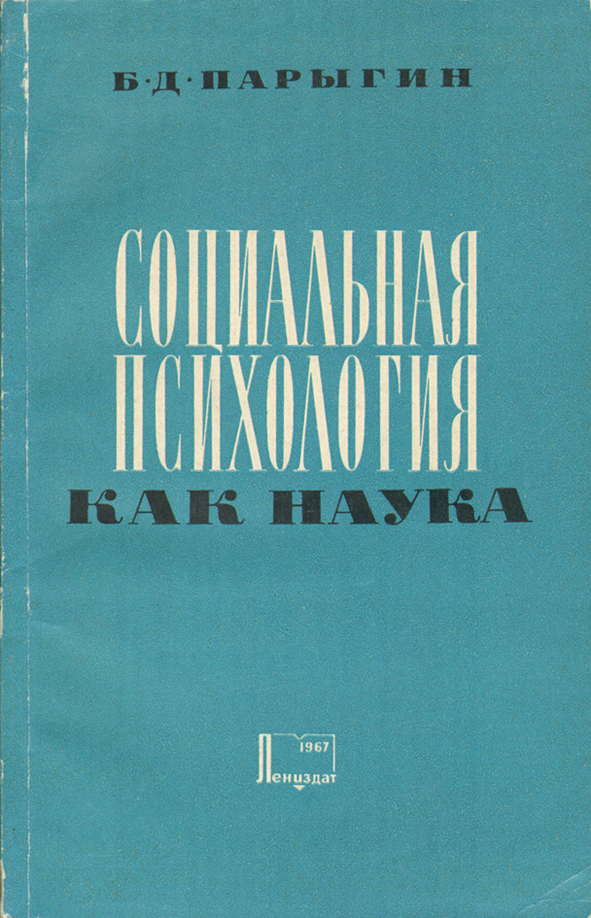
Социальная психология как наука. 2-е издание. 1967.

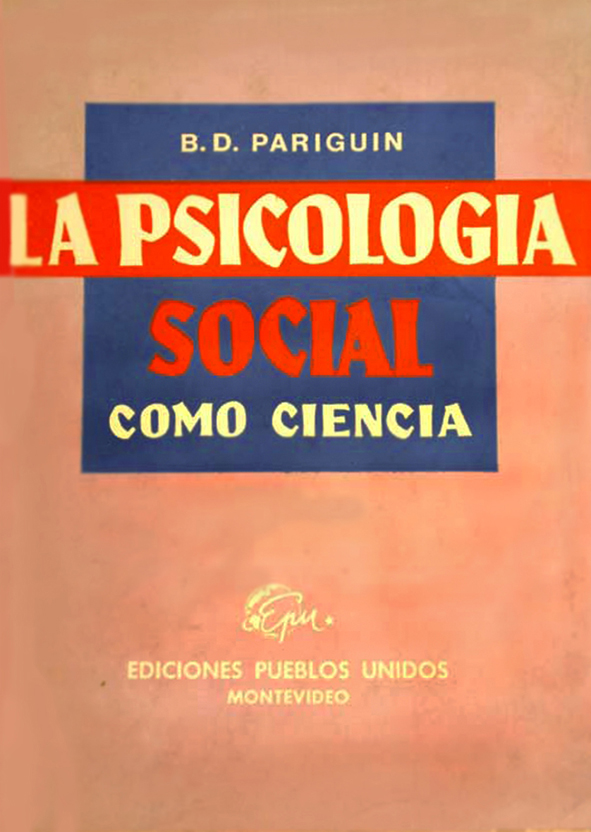
La psicologia social como ciencia. Переиздание на испанском яз. Монтевидео. 1967.

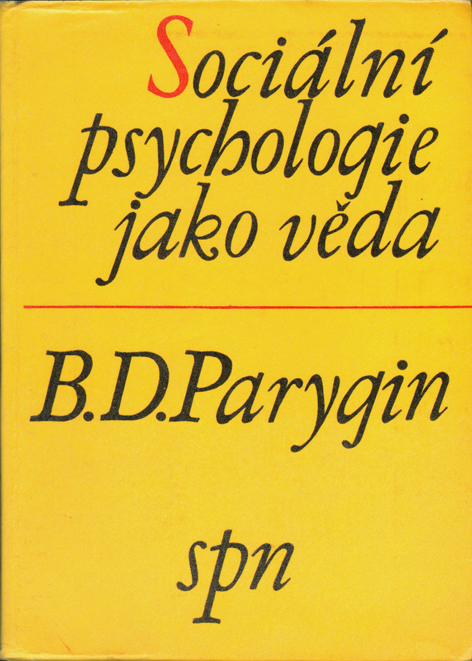
Sociialni psychologie jako veda. Переиздание на чешском яз. Прага. 1968.

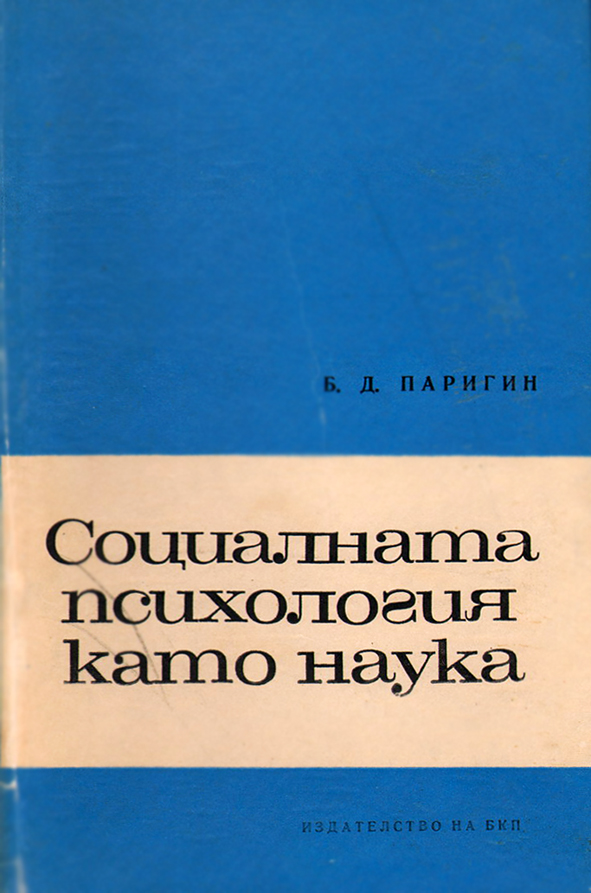
Социалната психология като наука. София. 1968.

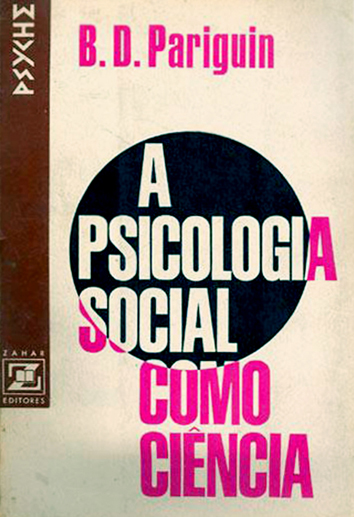
A psicologia social como ciência. Переиздание на португальском яз. Рио-де-Жанейро. 1972.

Центром внимания науки социальная психология и её наивысшей ценностью провозглашался человек как личность, со всем богатством его взаимосвязей с другими людьми, понимаемый вне декларируемых идеологических установок, шаблонов и политических догматов.
Выход в свет этой книги явился своеобразным вызовом, брошенным тоталитарной идеологии, основанной на ортодоксальном и вульгарно-догматическом толковании марксизма. Вместе со второй, изданной в 1966 году, монографией — Общественное настроение, книги Парыгина стали знаком своего времени в гуманитарной науке. Основные положения и новации работы стали частью изданного в 1971 году фундаментального исследования Основы социально-психологической теории.
...Первая же книга, которую я написал в 1965 году, была в 1968 году переиздана в разных странах: в Болгарии, Чехословакии, Уругвае, Бразилии. Это позже спровоцировало осложнение моих отношений с властными структурами, которые стали считать меня антимарксистом. Но парадокс в том, что я никогда не был антимарксистом! Более того: я был человеком, который хотел придать видению, пониманию и трактовке марксизма большую глубину, чем та, которую позволяла ему ортодоксально-догматическая методология. Мне хотелось доказать  что марксизм — это живое, творческое учение, которое имеет огромный потенциал неиспользованных возможностей в социально-психологическом плане. Но мои идеи не были восприняты в советскую эпоху, психологически ни социум, ни власть не были готовы к такой трактовке. Я предлагал то, что не могло вписаться в тот исторический период. 
"Нацеленность на интеграцию философского, социологического и психологического подходов к построению социальной психологии в качестве целостной системы позволила ему прийти к видению  многомерности предмета социальной психологии как науки и еще большей многогранности поля ее практических приложений. <…> именно он впервые в мировой психологической литературе разработал и предложил научному сообществу аргументированные представления о социальной психологии в качестве всесторонне обоснованной системы научного знания, которая включает в себя три основные составляющие: методологию, общую социально-психологическую теорию и прикладную социальную психологию". 

## Структура книги

### Аннотация к первому изданию (1965)
В предлагаемой книге рассматриваются узловые вопросы социальной психологии: дается исторический очерк развития социально-психологических идей и знаний, приводится характеристика общественной психологии как явления духовной деятельности общества, её структуры, значения, функций и законов формирования; определяются предмет социальной психологии как науки, её соотношение с другими общественными науками, направления социально-психологических исследований.
Монография предназначена для научных работников, преподавателей и студентов вузов, для пропагандистов и партийных работников.

### Аннотация ко второму изданию (1967)
Как влияет образ жизни современного человека на его психику? От чего зависит эффективность идеологического воздействия? Каковы пути и средства познания психического мира личности? Ответы на эти вопросы поможет найти данная книга, в которой характеризуется социальная психология как наука, её предмет, задачи, проблемы, методы и место в системе социальных знаний. В книге также раскрываются механизмы поведения и формирования личности, способы общения, межличностных взаимоотношений (подражание, мода, заражение, внушение, убеждение и т. д.), показано значение конкретных форм индивидуального и группового поведения людей в экономической жизни общества (психология производственного коллектива, психология потребления и обслуживания), в быту (психология досуга и развлечений), в политической и духовной жизни общества, особенно в практике формирования нового человека, идеологической и пропагандистской работе.
Книга предназначена для научных работников, преподавателей и студентов вузов, для пропагандистов и партийных работников, а также для всех, кого интересуют новые направления исследований в философской, психологической и социологической литературе.

### Разделы первого издания
Введение
Глава 1. Из истории социальной психологии
- 1.1. Возникновение социальной психологии
- 1.2. Основные этапы развития, направления и черты буржуазной социальной психологии
- 1.3. Возникновение и развитие марксистской социальной психологии
- 1.4. Развитие социальной психологии в СССР

Глава 2. Методология социалистической психологии
- 1.2. Предмет социальной психологии
- 2.2. Место социальной психологии в ряду других наук
- 3.2. Система социальной психологии
- 4.2. Принципы и категории социальной психологии
- 5.2. Законы социальной психологии
- 6.2. Методы социальной психологии

Глава 3. Некоторые вопросы теории
- 1.3. Проблема личности в социальной психологии
- 2.3. Групповая деятельность
- 3.3. Проблема общения в социальной психологии
- 4.3. Психология социальных групп

Глава 4. Прикладная социальная психология
- 1.4. Из истории прикладной социальной психологии
- 2.4. Значение, задачи и система прикладной социальной психологии
- 3.4. Психология материального производства
- 4.4. Психология быта
- 5.4. Психология политической жизни
- 6.4. Психологическая сторона общественного сознания

## Переиздания
- 1974. La Psicologia social como ciencia. La Habana: Editora Universitaria "André Voisin". — 250 p. (на испанском), [тираж не указан].
- 1972. A psicologia social como ciência. — Rio de Janeiro: Zahar Ed., — 218 p., (на португальском яз.), [тираж не указан].
- 1968. Социалната психология като наука. — София: Дим. Благов, — 240 стр., (на болгарском яз.), (20,4 х 13,3 см, тир. 1600 экз.).
- 1968. Sociální psychologie jako věda. — Praha: SPN, — 192 S. (на чешском яз.), (21 х 15 см, тир. 6000 экз.).
- 1967. La psicologia social como ciencia. — Montevideo: Pueblos Unidos. — 249 p., (на испанском яз.), [тираж не указан].
- 1967. Социальная психология как наука (2-е издание). — Л.: Лениздат, — 264 стр., (20 х 13 см, тир. 15000 экз.).